# Гверін (герцог Провансу)
Гверін (Варін) (фр. Guérin; д/н — 853/856) — політичний та військовий діяч Франкської імперії, граф Шалону, Оверні і Отену (як Варін II), Арлю, герцог Провансу, маркіз Бургундії (як Гверін I).

## Життєпис
Походження достеменно невідомо. Більшість дослідників схиляються до думки, що він був сином Варіна Овернського, за іншою (менш пощиреною теорією) його батьком був Вільгельм Тулузький.
У 819 році після смерті батька успадкував Шалонське, Отенське і Овернське графства. Того ж року спільно з Беренгером Тулузьким придушив заколот Лупа III, герцога Васконії. До середини 820 року уся Васконія було підкорена імператорові.
825 року стає також графом Макону. Того ж року шляхом обміну отримав містечко Клюні від Гільдебальда, єпископа Макону.
У 830 році з початком повстання проти імператора Людовика I його синів, Гверін підтримав одного з повсталих — Лотара. Того ж року Гверін повіз у заслання імператрицю Юдіф, яку було відправлено до Пуатьє.
Після поділу імперії 831 року отримав в Бургундії графства Шануа і Мермонтуа. У 834 році Гверін перейшов на бік імператора Людовика I, захищаючи місто Шалон від армії Лотаря I. Незважаючи на це, місто було захоплене і сплюндровано, але Лотар пощадив Гверіна, зобов'язавши його принести присягу вірності.
У 835 і 840 році перебував в Ліоні, В'єнні, Тулузі. Згідно з франкськими анналами у 840 і 842 роках згадувався як маркграф (або герцог) Бургундії (dux Burgundiae potentissimus) і Тулузи (dux Tolosanus). В цей час він поширив свій вплив до Рони і Готії. У 839 році Гверін був позбавлений Овернського графства.
Після смерті імператора Людовика I в 840 році Гверін II підтримав західнофранкського короля Карла II, присягнувши йому на вірність в Орлеані. 841 року допоміг останньомму підпорядкувати Провансальське графство. Невдовзі після цього отримав титул графа Арлю (фактично графа Провансу). За цим Гверін брав участь у битві при Фонтене, в якому військо Карла II та Людовика II, короля Східнофранкської держави, здолало армію імператора Лотаря I. За це він після підписання Верденского договору в 843 році отримав графства Отен, Оксуа і Десмуа. Це зробило Гверіна наймогутнішим феодалом Бургундії. Водночас знову був підтверджений як маркіз Бургундії. 
У 842—843 роках вів важку війну в Септиманії проти Бернарда, який підтримав короля Піпіна II Аквітанського. Лише з прибуттям короля Карла II вдалося його здолати у битві при Тулузі в 844 році. Після цього отримав титул герцога Провансу, але втратив титул графа Арлю. Можливо це було пов'язано з тим, що 842 року Гверін не зміг запобігти пограбуванню Арля арабськими піратами, або з недовірою Лотаря I, якому тепер підпорядковувався Прованс. 
У 850 році Гверін II спрямував свого сина Ізембарта проти Вільгельма Септиманського, повсталого проти Карла II. Після запеклої боротьби повсталого було переможено й захоплено. Помер близько 856 року.

## Родина
Дружина — Ава (Альбана)
Діти:
- Ізембарт (815—858), граф Барселони, Отена, Шалону, Макону, Арлю